# Cementerio de Araçá
El Cementerio de Araçá también llamada Necrópolis del Santísimo Sacramento es una necrópolis de la ciudad de São Paulo, Brasil. Ubicada en la avenida Doutor Arnaldo fue fundada el 4 de junio de 1887. Es uno de los cementerios más antiguos de São Paulo.
Su área actual es de 221.475,16 m² dividida entre los barrios de Pinheiros y Pacaembu, región de clase alta del distrito de Consolação, donde se encuentran los mausoleos de importantes y tradicionales familias paulistas. 
Bien arbolado, posee una enorme colección de esculturas en sus tumbas como ángeles, serafines, querubines de mármol y bronce. El cementerio también alberga las tumbas de importantes figuras de la historia brasileña, así como el mausoleo de la Policía Militar del Estado de São Paulo donde están enterrados los policías muertos en combate. 
Cortel São Paulo es la empresa que gestiona, administra y mantiene cementerios, crematorios y funerarias en la ciudad de São Paulo. Cortel gestiona otros cuatro cementerios en São Paulo, Cementerio Don Bosco, Cementerio São Paulo, Cementerio Vila Nova Cachoeirinha, y Cementerio de Santo Amaro.

## Historia
El Cementerio de Araçá surgió de la necesidad de la ciudad de São Paulo de contar con una nueva necrópolis tras el hacinamiento del Cementerio de la Consolación. Además, los inmigrantes italianos, que iban en aumento, demandaban un lugar específico para enterrar a sus muertos, ya que Consolación era predominantemente para las familias tradicionales de la élite paulista vinculadas al cultivo del café.
Si al principio fue una alternativa más económica para este segmento emergente de la población, más tarde se convirtió en un cementerio más elitista. El nombre de Araçá fue elegido por estar situado en la antigua Estrada do Araçá, actual Avenida Doutor Arnaldo, lo que puede indicar que este árbol era común en la región.

## Osario General del Cementerio de Araçá
El cementerio cuenta con un osario que, desde 2002 hasta marzo de 2016, albergó más de mil huesos de muertos y desaparecidos políticos encontrados en la fosa clandestina de Perus en 1990. 
En la madrugada del 3 de noviembre de 2013, el osario fue saqueado tras un acto interreligioso del Comité por la Memoria, la Verdad y la Justicia de São Paulo. Dos monolitos de 700 kg fueron destruidos, bolsas de huesos fueron esparcidas y estatuas de tumbas no relacionadas con el osario fueron saqueadas. La invasión dañó cajones que almacenaban huesos y parte de las obras de la exposición Penetrável Genet, de los artistas Celso Sim y Anna Ferrari, que formaba parte de la X Bienal de Arquitectura de São Paulo, que abordaba el tema de las desapariciones políticas durante la dictadura militar.
En marzo de 2016, la Alcaldía de São Paulo transfirió los huesos encontrados en la fosa clandestina del Cementerio Don Bosco, en Perus, al Centro de Arqueología y Antropología Forense de la Universidad Federal de São Paulo (CAAF/Unifesp), un lugar más seguro y adecuado con equipos de arqueólogos, antropólogos forenses y peritos oficiales para analizar los materiales, de modo que se pudiera retomar la identificación de los huesos. 
El traslado fue el resultado de acciones interinstitucionales, coordinadas por la Secretaría Municipal de Derechos Humanos y Ciudadanía, en las que participaron el Servicio Funerario Municipal de São Paulo, la Policía Federal, la Guardia Civil Metropolitana, la Compañía de Ingeniería de Tránsito, la UNIFESP, el Ministerio Público Federal, el Ministerio de la Mujer, Igualdad Racial y Derechos Humanos y la Comisión Especial de Muertes y Desapariciones Políticas. 